# 2046 (電影)
《2046》是2004年上映的香港科幻浪漫劇情電影，該片為王家衛導演的第八部電影，靈感來自劉以鬯的小說《酒徒》電影由香港、法國、德國、義大利及中國合拍，梁朝偉、王菲、鞏俐、木村拓哉、章子怡及劉嘉玲主演。講述了1960年代的香港，周慕雲與蘇麗珍未竟的愛情，而使周慕雲以「《2046》」和「《2047》」為名寫下兩個充滿幻想的故事。
《2046》於2004年5月20日在第57屆坎城影展上首映，並獲得金棕櫚獎提名；該作品為王家衛非正式三部曲的最終章，上承《阿飛正傳》及《花樣年華》。

## 劇情簡介
1966年，周慕雲回到了香港，重新面對被他埋首了的過去。他遇上不同的女人，但經歷過情感的創傷使他的心變得麻木。他封鎖了內心無數被遺忘的記憶，不讓任何人接近。為了生活，他成為色情小說作家。機緣之下，他搬進了2047號房間，開始動筆撰寫一部名為《2046》的小說。小說中只要搭上了前往2046的列車，人們就可以找回失去的記憶。沒有人知道這是否事實，因為從來沒有人可以離開2046。一直到了西元2046年，那班神秘列車依舊定期的開往2046…

## 演員
- 梁朝偉 飾 周慕雲：記者兼作家，本片主角和敘述者。梁朝偉再次扮演他在《阿飛正傳》和《花樣年華》中的角色。
- 巩俐 飾 蘇麗珍（黑蜘蛛）：周慕雲在新加坡遇上的職業賭徒，自稱來自金邊。
- 木村拓哉 飾 TAKU：日本人，被派往香港結識了王靖雯，在周慕雲的小說中是2046列車的乘客。
- 王菲 飾 王靖雯：酒店老闆王先生的大女兒，她愛上了TAKU，而他的父親強烈反對這種關係。
- 章子怡 飾 白玲：住在東方飯店2046房的歌舞女郎，周慕雲的情人。
- 刘嘉玲 飾 咪咪（梁鳳英）：《阿飛正傳》角色，在周慕雲的小說中是2046列車的女性機器人。
- 张震 飾 咪咪男友：鼓手，在周慕雲的小說中是2046列車的乘客。
- 董洁 飾 王洁雯：酒店老闆王先生的二女兒。
- 王琛 飾 酒店老闆王先生、2046列車車長
- 蕭炳林 飾 阿炳
- 通猜·麦金泰 飾 鳥
- 法里尼·張
- 繆非臨
- 袁富華
- 吳廷燁 飾 派對人士
- 张曼玉（特別出演） 飾 蘇麗珍：《花樣年華》女主角，周慕雲過去最愛的女人。

## 製作
《2046》的構思可追溯至1997年，王家衛原計畫以兩部背靠背電影，呈現香港回歸前後的時代變遷。第一部作品暫名為《北京之夏》；而第二部則原構想為一部融合科幻與奇幻元素的作品，其靈感部分來自於三部19世紀的經典歌劇：《諾瑪》、《托斯卡》與《蝴蝶夫人》。這兩部影片原計畫由來自東亞各地的投資方與演員共同參與製作。

根據王家衛本人所述，《2046》的命名與核心概念直接源於1997年中國政府對香港提出的「五十年不變」承諾，其中「2046年」正是該承諾的最後一年。王家衛指出，他希望藉由這部作品探討「承諾」這一主題：在人生中，是否真的有任何事物能夠歷經五十年而不變。他進一步引用哥倫比亞作家加夫列尔·加西亚·马尔克斯的名著《百年孤寂》作為靈感來源，特別是小說開頭對過去與未來交錯的敘述方式，啟發了他以未來年份為背景創作電影。王家衛並不追求寫實的未來景象，而是想營造一種帶有懷舊色彩的未來幻想，就如同一位1966年的人所想像的未來幻想，帶有漫畫般的風格與色調。實際製作進程於1999年底啟動，當時《2046》與《花樣年華》同時進入前期籌備。不過，由於亞洲金融風暴影響，投資環境不穩，使得兩部電影的拍攝進度數度延宕。劇組曾赴泰國曼谷勘景，並拍攝了少量鏡頭，但隨著《花樣年華》進入正式拍攝階段，《2046》的進程一度停擺。
2001年，《2046》公布了首批主演名單，包括梁朝偉、張曼玉、王菲、張震及木村拓哉，之後又陸續加入章子怡與鞏俐。然而，由於資金未能如期到位、演員檔期衝突以及王家衛表示尚未「找到拍這部片的感覺」，電影拍攝計畫再度延後。他坦言此作需長時間的情緒與靈感醞釀，該電影曾一度延期至2002年2月開拍。
2002年，王家衛的製片合作夥伴之一加入上海電影製片廠，使得《2046》需依照中國電影制度進行預審，這也迫使王家衛改變一貫「邊拍邊寫」的創作方式。根據國家廣播電影電視總局的相關規定，劇本須事先通過審核後方可開機。最終，《2046》的劇本於2002年獲得核准，並於11月18日正式在上海開拍。當年亦曾傳出趙薇參演消息，但其後被趙薇本人及經紀人否認。
擔任美術指導的張叔平於2003年表示優於，《2046》的拍攝日數有限，停工時間反而更長。由於電影的時間背景橫跨1960年代與未來，因此在視覺設計上必須同時建構1966年的懷舊氛圍與2046年的未來意象。他指出這部作品在風格上力求與《阿飛正傳》與《花樣年華》有所區別。
王家衛亦坦言，長期的拍攝過程對劇組成員是一大挑戰。要讓人長時間持續工作本身就很困難，由於因為演員陣容龐大，所以每個人都在努力發揮最好的一面。能夠一起工作五年是非常不容易的事。」由於拍攝歷時多年，部分原定演員在過程中離開，亦有新演員加入，整體製作歷程充滿變動。在2003年SARS疫情爆發期間，劇組原計畫前往上海拍攝另一部企劃《手》，但由於香港實施出入境限制，無法成行，轉而留在香港拍攝。此外，電影在上海市開機後亦發生劇照外洩與現場偷拍事件，王家衛對此表示不滿，並將責任歸咎於上海電影製片廠保安措施不力。最終，澤東電影公司決定撤換原先合作單位，改與另一家上海當地影視公司合作。電影中的視覺特效由參與《駭客任務》製作的特效團隊負責。王家衛表示這對團隊是全新挑戰，因《2046》中的科幻時空並非真實的未來，而是主角心理世界的象徵，屬於復古未來式的想像，因此不能流於高科技的風格。這類設計缺乏過去可借鑑的經驗，導致製作耗時甚久。
2004年初，王家衛帶領劇組回到香港進行《2046》最後階段拍攝，原計劃於3月底返回上海完成最終鏡頭。然而，當時香港所有攝影棚已被他人預訂，拍攝場地一時難以取得。由於時間極度緊迫，王家衛最終在2月底放棄原定在上海拍攝的部分，改於香港完成結尾段落的製作。電影最終於2004年4月底完成全部後製工作，趕及參加同年5月舉行的第57屆坎城影展。香港取景的部分，則包含前域多利道警務處處所、前西環屠房、前太古漆廠、青馬大橋下層、前義德道政府宿舍、前新蒲崗裁判署及YMCA必列者士街會所。

### 阿飛正傳與花樣年華
《2046》原定與《花樣年華》同時製作，然而由於後者的拍攝進度遠超預期，導致原定僅需兩到三個月完成的拍攝最終耗時甚久，直接影響《2046》的開拍時程。導演王家衛表示，劇組原打算在《花樣年華》完成後立即展開《2046》的拍攝計劃，並已初步安排演員檔期。然而因拍攝延誤，加上演員行程繁忙與檔期衝突，導致整體拍攝計劃需重新調整。此外，劇組原本預定於上海拍攝《2046》，卻因申請拍攝許可需時，加上在場景搭建與演員準備就緒之際又遇上SARS疫情，使得拍攝進度再度推遲。
雖然兩者原本為彼此獨立的項目，但王家衛回憶，在曼谷拍攝《花樣年華》期間，梁朝偉與張曼玉所入住飯店房間的門牌號碼為「3-0-幾」後稱：「為什麼不乾脆設成2046呢？」這個原本只是玩笑的念頭，卻在心理層面上促成了兩部作品的聯繫。自此之後，《2046》的結構逐漸圍繞此概念發展，故事內容也開始出現與《花樣年華》的交集，梁朝偉所飾演的周慕雲成為兩部作品間的關鍵角色。此外，《2046》原本構思中的主角是一位郵差，並非作家。
雖然《2046》經常被視為《花樣年華》的續集，但王家衛本人對此有不同的理解。在他的構想中，《2046》更像是一部交響樂作品，而《花樣年華》僅是其中的一個樂章。同樣地，王家衛也指出《阿飛正傳》、《花樣年華》與《2046》三者實則構成一個更宏觀的敘事體系。曾表示，若將《阿飛正傳》和《花樣年華》視為《2046》中的篇章，則《2046》便是整個故事的完整體現。即使《阿飛正傳》原構想為上下兩部，而《花樣年華》的故事本可進一步延伸，但他認為即使某些內容在當下未被呈現，仍可透過另一部作品得以表達。因此，《阿飛正傳》、《花樣年華》與《2046》亦可視為一個非正式的三部曲系列，其中《2046》被視為最終章。

### 選角
繼《花樣年華》後，梁朝偉再度飾演「周慕雲」一角。王家衛表示，經歷與蘇麗珍的感情波折，以及在新加坡的那段痛苦日子後，周慕雲在《2046》中變得更加憤世嫉俗。他不再相信愛情與承諾，選擇獨居旅館，過著放逐自我的生活。王家衛指出，相較於《花樣年華》中含蓄、克制的情感描寫，《2046》更著重於探索周慕雲對「愛」的定義，蘇麗珍已不再是具體的人物，而是記憶中理想化的形象。他在情感上反覆將這個理想影子投射於生命中遇見的其他女性身上，使兩部作品在情感主題上形成鏡像關係。此外，由於角色從一個極端轉向另一個極端，梁朝偉一度質疑角色是否仍是同一人。，並在訪談中指出，當王家衛要求他再次演繹周慕雲時，希望以全新的面貌來演繹這個角色。
章子怡在片中飾演與周慕雲有情感糾葛的舞女白玲。王家衛表示，外界對章子怡的印象大多來自《臥虎藏龍》與《英雄》中的動作形象，但自己則認為她不止於此，尤其是對他在《我的父亲母亲》中演出的肯定。章子怡起初1960年代香港的舞廳文化並不熟悉，王家衛便提供大量參考資料，包括當時邵氏電影中的女性角色影片，並讓張叔平準備完整服裝，供她私下練習。章子怡曾透露，光是髮型就需三個半小時打造，並由一位年逾六旬的髮型師使用蒸氣方式定型。由於拍攝現場沒有完整劇本，她只能藉由喝清酒度過等待時間。據她所述，演員每天只能在開工前拿到兩頁手寫劇本，臨時了解當日拍攝內容。
鞏俐在片中飾演一位賭徒蘇麗珍，該角色與《花樣年華》中張曼玉所飾蘇麗珍同名，早在拍攝《手》期間，王家衛便向鞏俐提出飾演此角的邀請，鞏俐在五分鐘內便答應演出。為準備角色，她曾隻身前往澳門，實地觀察賭場環境與賭徒行為。王家衛陪同她造訪當地一家賭場，她每晚攜帶裝滿現金的手提包前往賭博，全程未攜助理同行，以保留角色準備的真實性。由於她所飾演的角色名為蘇麗珍，曾引發外界揣測是否因張曼玉中途退出而臨時新增角色。對此，澤東公司澄清，此角色為王家衛原先即規劃設計，並非為補位而生；兩位蘇麗珍雖同名，實則為性格與背景皆截然不同的角色。
劉嘉玲在片中重返她於《阿飛正傳》中飾演的Lulu，劇中亦提及張國榮所飾演的「無腳鳥」旭仔，王菲則飾演王靖雯，此一角色名稱即為她初至香港發展時所使用的藝名。王家衛解釋：「我認識王菲的時候，她就叫王靖雯。」，在劇中飾演的機器人角色亦是王菲從影以來的新嘗試。木村拓哉為劇中唯一的日本演員，亦為電影劇中劇的主角，他曾表示，拍片時常對王家衛的指令感到困惑，幸虧梁朝偉提供許多幫助，甚至鼓勵他。
董潔於片中飾演王洁雯。為拍攝該場景，劇組於2003年年底封鎖上海长寿路桥，並重新粉刷橋兩側的建築物，然而，王家衛後來臨時決定放棄此場戲份，董潔在《2046》中的所有畫面最終亦被刪除。
張曼玉以「特別出演」名義回歸飾演「蘇麗珍」，該角色在片中僅有一段鏡頭，外界亦曾傳聞王家衛有意增加張曼玉戲份，使其成為第三女主角，製片公司則予以否認，說明張曼玉僅為特別出演，鏡頭有限。據報導，張曼玉因檔期問題無法長時間參與拍攝，且不願重演《花樣年華》中的角色，但仍願與王家衛繼續合作。

### 後製
2003年，《2046》於上海四季酒店召開媒體見面會，主演梁朝偉、王菲、木村拓哉、張震及攝影師杜可風悉數到場。
2004年4月，《2046》受邀參加第57屆坎城影展主競賽單元。時任影展主席吉爾·雅各布為促成該片在影展首映，要求導演王家衛須於期限前交付最終膠卷。不過，由於王家衛仍在進行剪輯，導致膠卷遲遲未送達。儘管演員與華語媒體已先抵達當地，主辦單位最終臨時宣布影片將延至5月20日當天才運抵。依照慣例，主競賽片會先於首映當日早上舉辦媒體特映場。然而由於王家衛對剪輯版本尚有意見，一直修改到最後一刻，造成交片時間延誤。影展官方得知後緊急協調，將正式放映延至5月21日。
雅各布在評估後決定力保該片參賽，但仍需徵詢當年評審團主席昆汀·塔伦蒂诺的意見。身為導演的塔倫提諾對王家衛的完美主義深表理解，表態願意代表評審團等待《2046》。事實上，王家衛在登機前一小時才剛剪完首卷膠卷。當時整體結構仍不穩定，劇組無法確定版本是否完整。他回憶，有些原擬收錄的場景因尚未完成或不夠理想而臨時刪除，連帶影響整體架構。因此，《2046》成為坎城影展史上首部未經正式試映即直接於主競賽放映電影片。
《2046》在媒體場刊獲得當屆最高分，曾被看好角逐金棕櫚獎。然而，最終於5月22日金棕櫚獎頒獎典禮中，評審團選出麥可·摩爾執導的紀錄片《華氏911》奪得首獎。
影展結束後，王家衛又對電影進行部分剪輯調整。他表示變動幅度不大，主要調整場景順序、刪減鏡頭，以及改善聲音與音樂，並補全當時未完成的CG動畫。王坦言這是他首次使用CGI技術，導致製作過程出現許多難以掌控的變數。該片後於6月在上海國際電影節公開播放約10分鐘片段，並於10月在中國大陸正式上映。

## 音樂
曾為《花樣年華》撰寫主旋律的原作曲家梅林茂為電影譜寫多首原創音樂：
原創音樂：
- 梅林茂：〈2046 Main Theme〉（第5、15場景與片尾字幕）、〈2046 Main Theme (Rumba Version)〉（第25場景）、〈Interlude I〉（第29、38場景）、〈Polonaise〉（第37、43場景）、〈Lost〉、〈Long Journey〉（第40–41場景）、〈Interlude II〉（第30場景）、〈2046 Main Theme (With Percussion, Train Remix)〉

採用音樂：
- 皮爾・拉本（英语：Peer Raben）：〈Dark Chariot〉（第7–9、12–13場景），選自赖纳·维尔纳·法斯宾德電影《霧港水手》（1982）；〈Sisyphos at Work〉（第4場景），選自法斯賓達電影《第三世代》（1979）
- 薩維爾・庫加特（英语：Xavier Cugat）：〈Siboney（英语：Siboney）〉（第6場景（器樂版）、第17、19、24場景）、〈Perfidia（英语：Perfidia）〉（第10、39場景）
- 康妮·弗朗西斯：〈Siboney〉
- 迪安·马丁：〈Sway〉（第18場景）
- 喬治・德勒律（英语：Georges Delerue）：〈Julien et Barbara〉，選自法蘭索瓦·杜魯福電影《情殺案中案（英语：Confidentially_Yours）》（1983）（第21–23、42場景）
- 温琴佐·贝利尼與費利切・羅馬尼（英语：Felice_Romani）：〈Casta Diva〉，選自温琴佐·贝利尼歌劇《諾爾瑪》，由安杰拉·乔治乌與伦敦交响乐团演出，艾維里諾・皮多（英语：Evelino Pidò）指揮（2000年錄音）（第11、14、28、36場景）；另使用貝里尼的歌劇《Il Pirata》（第16、26場景）
- 泽贝纽·普莱斯纳：〈Decision〉，選自克日什托夫·基斯洛夫斯基《十誡》第五部《不可杀人》
- 神秘园：〈Adagio〉，與雙簧管演奏家大衛・艾格紐（英语：David Agnew）合作（第3、27、31、34場景）
- 納金高與其三重奏（Nat King Cole and the Nat King Cole Trio）：〈The Christmas Song〉（1946年弦樂版）（第20、35場景）

## 發行
《2046》最初於2004年5月在第57屆坎城影展首映，並入圍主競賽單元金棕櫚獎；同年9月29日於香港正式上映。

#### 家用媒體與數位發行
本片自上映以來曾多次發行DVD與藍光影碟，其中索尼影業家庭娛樂於2005年12月26日推出DVD版本，此後多年未在美國重發或修復。2014年9月17日，韓國EOS Entertainment發行無區域限制的藍光版本，作為王家衛電影合集的一部分。

#### 數位修復
2020年，為紀念王家衛出道作《旺角卡门》發行30週年，《2046》與其餘七部王家衛作品共同進行4K數位修復。此修復計畫由王家衛親自監督，由美國标准收藏與義大利博洛尼亞的影像修復機構L’Immagine Ritrovata共同執行
2023年，該片作為第36屆東京國際電影節「大師班」計畫展映。梁朝偉在映後座談會上表示，選擇這部電影來放映是他自己的意願。

## 迴響

### 票房
《2046》於2005年8月5日在北美上映，首週末在4家戲院小規模放映，收穫113,074美元，平均每館票房為28,268美元。在香港，該片累計票房為778,138美元。北美總票房為1,444,588美元，最廣泛上映時曾在61家戲院放映。全球總票房收入達19,271,312美元。

### 批判性評價
根据評論匯總网站爛番茄汇总的119篇评论文章，86%的评论家给予该作正面评价，使之獲得「認證新鮮」標識，平均打分为7.4分（满分10分）
在Metacritic上，34位影評人共給予了78分的分數（滿分100分），這部電影獲得了「普遍好評」。
《紐約時報》的曼諾拉·達吉斯給予本片極高評價，稱其為「毫無疑問的傑作」，並特別讚賞章子怡的表現：「章小姐那種震撼人心的表演在片中彷彿燒出了一個洞，讓整部電影，甚至所有人際關係，都籠罩在一股緊迫與強烈情感之中。」她進一步指出，王家衛雖時常因敘事薄弱遭到批評，但實為當代少數不願受傳統劇情結構束縛的商業導演之一：「他並非第一個，也不是唯一一個從古典敘事手中解放電影的導演，他用鏟子撬動了三幕劇的結構基礎，也拋棄了那些扼殺藝術的公式（像是贖罪、結局、還有無窮無盡的交代）。他像某些前衛導演，也像侯孝賢那樣，是少數能以影像，而非文字，創造出深層意義的導演之一。」
《Premiere》雜誌的格倫·肯尼給予《2046》四星評價，並將其列入2005年十大佳片之一。他形容影片：「60年代風格的夢幻場景與壓迫感十足的未來CG都市同時佔據畫面；所有人都抽煙、喝酒過度；音樂主題不斷重複，角色們困在自我毀滅的永恆輪迴中。這是一部謎樣之作，一封情書，也是一首讚美「美」的神聖聖歌，尤其是對章子怡的美，她近乎超凡的外貌與難以言喻的演出令人著迷。《2046》是一部你可以活在其中的電影。」《波士頓環球報》的泰·布尔也對本片給予正面評價，指出：「這部片值得挑戰嗎？當然值得。王家衛堪稱二戰後歐洲大師們的最佳繼承者之一，他的作品融合了尚盧·高達的戲謔與幻滅、费里尼的視覺狂想、安東尼奧尼的時髦存在主義，以及柏格曼的沉思不安。在這部片中，他對記憶、時間與渴望的迷戀深入到或許連他自己都難以承受的程度，而這個世界比我們願意承認的還要映照與折射出我們自身的現實。」《Film Journal International》的丹尼爾·亞根（Daniel Eagan）則稱：「王家衛的才華與創作興趣在當今影壇無可匹敵。無論他動機為何，他為這部片召集了一支出色的團隊。攝影、美術與剪接共同營造出極度慵懶與頹靡的氛圍。梁朝偉依舊延續他的精彩表現，而歌手王菲在這部片中的演出也展現出她先前作品中所欠缺的深度……但最讓人驚喜的，還是章子怡……她的表現讓她躍升至世界頂尖女演員的行列。」
然而，亦有較為保留的聲音。《芝加哥太陽報》的羅傑·埃伯特僅給予本片2.5星（滿分四星），並在電視節目《Ebert & Roeper》中給予「勉強不推薦」的評價。他指出影片在2003年坎城影展首映時尚未完成，最終版本雖修正部分特效，但整體結構依然鬆散。他評論道：「也許在王家衛心中，它從來都沒真正完成。他或許會羨慕伍迪·艾倫在拍《罪與赦》時的自由：看完首剪後直接砍掉第一幕，重新召集演員重拍，最後聚焦於主線故事。觀看《2046》時，我不禁思考，對於那些不了解王家衛作品風格的觀眾來說，這部片究竟意義何在？它不像《花樣年華》那樣是一部自成體系的電影，雖然它本身確實很美、很詩意地遊蕩著。」
在年度評選方面，林肯中心電影協會《Film Comment》雜誌於2005年年底的影評人投票中將《2046》列為該年度第二佳片，總得分為668分。此外，該片亦被多位影評人選入2005年十大佳片名單。

## 獎項
| 頒獎典禮                           | 獎項             | 得獎者                                                            | 結果 |
| ---------------------------------- | ---------------- | ----------------------------------------------------------------- | ---- |
| 第57屆坎城影展                     | 金棕櫚獎         |                                                                   | 提名 |
| 第41屆金馬獎                       | 最佳劇情片       |                                                                   | 提名 |
| 第41屆金馬獎                       | 最佳男主角       | 梁朝偉                                                            | 提名 |
| 第41屆金馬獎                       | 最佳女主角       | 章子怡                                                            | 提名 |
| 第41屆金馬獎                       | 最佳攝影         | 杜可風、黎耀輝、關本良                                            | 提名 |
| 第41屆金馬獎                       | 最佳美術設計     | 張叔平、邱偉明                                                    | 獲獎 |
| 第41屆金馬獎                       | 最佳造型設計     | 張叔平                                                            | 提名 |
| 第41屆金馬獎                       | 最佳原創電影音樂 | Peer Raben、梅林茂                                                | 獲獎 |
| 第41屆金馬獎                       | 最佳音效         | 杜篤之、Claude Letessier                                          | 提名 |
| 第24屆香港電影金像獎               | 最佳電影         |                                                                   | 提名 |
| 第24屆香港電影金像獎               | 最佳導演         | 王家衛                                                            | 提名 |
| 第24屆香港電影金像獎               | 最佳編劇         | 王家衛                                                            | 提名 |
| 第24屆香港電影金像獎               | 最佳男主角       | 梁朝偉                                                            | 獲獎 |
| 第24屆香港電影金像獎               | 最佳女主角       | 章子怡                                                            | 獲獎 |
| 第24屆香港電影金像獎               | 最佳攝影         | 杜可風、黎耀輝、關本良                                            | 獲獎 |
| 第24屆香港電影金像獎               | 最佳剪接         | 張叔平                                                            | 提名 |
| 第24屆香港電影金像獎               | 最佳美術指導     | 張叔平、邱偉明                                                    | 獲獎 |
| 第24屆香港電影金像獎               | 最佳服裝造型設計 | 張叔平                                                            | 獲獎 |
| 第24屆香港電影金像獎               | 最佳原創電影音樂 | Peer Raben、梅林茂                                                | 獲獎 |
| 第24屆香港電影金像獎               | 最佳音響效果     | 杜篤之、Claude Letessier                                          | 提名 |
| 第24屆香港電影金像獎               | 最佳視覺效果     | Guillaume Raffi, Sonia Holst, Nadir Benhassaine & Nicolas Bonnell | 提名 |
| 第11屆香港電影評論學會大獎         | 最佳電影         |                                                                   | 提名 |
| 第11屆香港電影評論學會大獎         | 最佳編劇         | 王家衛                                                            | 提名 |
| 第11屆香港電影評論學會大獎         | 最佳男演員       | 梁朝偉                                                            | 獲獎 |
| 第11屆香港電影評論學會大獎         | 最佳女演員       | 章子怡                                                            | 獲獎 |
| 第11屆香港電影評論學會大獎         | 推薦電影         |                                                                   | 獲獎 |
| 第10屆香港電影金紫荊獎             | 最佳男主角       | 梁朝偉                                                            | 獲獎 |
| 第10屆香港電影金紫荊獎             | 最佳攝影         | 杜可風                                                            | 獲獎 |
| 2004年度歐洲電影獎                 | 最佳非歐洲電影   |                                                                   | 獲獎 |
| 第49屆西班牙巴塞隆拿聖喬帝電影節   | 最佳外語片       |                                                                   | 獲獎 |
| 第49屆西班牙巴利亞多利德國際電影節 | 最佳攝影         | 杜可風、黎耀輝、關本良                                            | 獲獎 |
| 第49屆西班牙巴利亞多利德國際電影節 | 國際影評人協會獎 |                                                                   | 獲獎 |
| 2005年紐約影評人協會電影獎         | 最佳外語片       |                                                                   | 獲獎 |
| 2005年紐約影評人協會電影獎         | 最佳攝影         | 杜可風、黎耀輝、關本良                                            | 獲獎 |
| 2005年洛杉磯影評人協會電影獎       | 最佳美術設計     | 張叔平                                                            | 獲獎 |
| 2006年美國國家影評人協會電影獎     | 最佳攝影         | 杜可風、黎耀輝、關本良                                            | 獲獎 |

## 衍生作品
本片及《花樣年華》啟發了香港歌手方大同創作《蘇麗珍》一曲，收錄於《愛愛愛》一碟。